# Eichsfelds voetbalkampioenschap
Het Eichsfelds voetbalkampioenschap (Duits: Gauliga Eichsfeld) was een van de regionale voetbalcompetities van de Midden-Duitse voetbalbond, die bestond van 1927 tot 1933. VfL Duderstadt domineerde de competitie en won alle kampioenschappen. Van 1919 tot 1927 bestond de competitie ook al, maar was toen geen hoogste divisie.
In 1933 kwam de Nationaalsocialistische Duitse Arbeiderspartij aan de macht en werden de overkoepelende voetbalbonden en hun talloze onderverdelingen opgeheven om plaats te maken voor de nieuwe Gauliga. De kampioen van Eichsfeld werd te licht bevonden voor de Gauliga en kreeg geen startplaats.

## Erelijst
- 1928 VfL 08 Duderstadt
- 1929 VfL 08 Duderstadt
- 1930 VfL 08 Duderstadt
- 1931 VfL 08 Duderstadt
- 1932 VfL 08 Duderstadt
- 1933 VfL 08 Duderstadt

### Kampioenen
| Club              | Titels |
| ----------------- | ------ |
| VfL 08 Duderstadt | 6      |

### Seizoenen eerste klasse
| Club                    | /6 | Periode (1927-1933) |
| ----------------------- | -- | ------------------- |
| VfL 08 Duderstadt       | 6  | 1927-1933           |
| FC Brochthausen         | 6  | 1927-1933           |
| VfR Dingelstädt         | 6  | 1927-1933           |
| FC 1911 Heiligenstadt   | 6  | 1927-1933           |
| FC Konkordia Beuren     | 4  | 1929-1933           |
| SC 1912 Leinefelde      | 4  | 1927-1931           |
| FV Wacker Heiligenstadt | 4  | 1927-1931           |
| SV Viktoria Kirchworbis | 4  | 1928-1932           |
| FC Arminia Fuhrbach     | 3  | 1930-1933           |
| VfB Worbis              | 3  | 1927-1930           |
| FV Wacker Bernterode    | 2  | 1931-1933           |
| FC Sport Breitenworbis  | 1  | 1932-1933           |

1927/28 · 1928/29 · 1929/30 · 1930/31 · 1931/32 · 1932/33